# Gondar (Lugo)
Gondar (llamada oficialmente Santa María de Gondar) es una parroquia y una aldea española del municipio de Lugo, en la provincia de Lugo, Galicia.

## Organización territorial
La parroquia está formada por una entidad de población:
- Gondar

## Demografía
Gráfica demográfica de la aldea y parroquia de Gondar según el INE español:
| Gráfica de evolución demográfica de Gondar entre 2000 y 2020 |
|                                                              |
| Datos según el nomenclátor publicado por el INE.             |